# Kamon Iizumi

Kamon Iizumi

Kamon Iizumi (jap. 飯泉 嘉門 Iizumi Kamon; * 29. Juli 1960 in Ikeda, Präfektur Osaka) ist ein japanischer Politiker und war von 2003 bis 2023 für fünf Amtszeiten Gouverneur der Präfektur Tokushima.
Iizumi, Absolvent der rechtswissenschaftlichen Fakultät der Universität Tokio, wurde nach seinem Abschluss 1984 Beamter im Jichi-shō, dem „Ministerium für Selbstverwaltung“, von dem er unter anderem in den Präfekturverwaltungen von Nigata, Yamanashi und Saitama sowie im Postministerium entsandt wurde. 2001 kam er schließlich vom Nachfolgeministerium Sōmu-shō als Abteilungsleiter in die Präfekturverwaltung von Tokushima. Dort blieb er bis 2003, als er seine Beamtenlaufbahn beendete und nach dem Misstrauensvotum des Präfekturparlaments gegen den Ex-Sozialdemokraten Tadashi Ōta, seit 2002 nach einem überraschenden Wahlsieg Mitte-links-gestützter Gouverneur des „konservativen Königreichs“ Tokushima, bei den Neuwahlen im Mai 2003 anzutreten.
Iizumis Kandidatur wurde von Liberaldemokratischer Partei (LDP) und Kōmeitō unterstützt, er erhielt rund 206.000 Stimmen und hatte damit mehr als 8.000 Stimmen Vorsprung auf Gouverneur Ōta, er löste ihn noch im Mai 2003 ab. 2007 und 2011, als die Gouverneurswahl bei den einheitlichen Regionalwahlen im April durchgeführt wurde, wurde Iizumi jeweils nur gegen die KPJ-Kandidatin Chiyoko Yamamoto im Amt bestätigt. Auch 2015 gewann er überwältigend, nun gegen eine andere kommunistische Herausforderin. Bei der Gouverneurswahl 2019 (immer noch Teil der einheitlichen Wahlen im April) trat neben einem Kommunisten auch der ehemalige Präfekturparlamentsabgeordnete Taiji Kishimoto gegen Iizumi an, aber Iizumi blieb mit 53 % der Stimmen siegreich.
Bei der Gouverneurswahl 2023 (immer noch Teil der einheitlichen Wahlen im April) kam es in Tokushima zu einer Spaltung des konservativen Lagers. Die LDP Tokushima unterstützte Iizumis Wiederwahl, aber neben einem kommunistischen Herausforderer traten gleich zwei ehemalige LDP-Nationalabgeordnete an, der ehemalige Senator Tōru Miki und der ehemalige Unterhausabgeordnete Masazumi Gotōda. Iizumi erhielt nur 26,2 % der Stimmen, Miki 30,6 %, Gotōda 40,0 %.
Bei der nationalen Abgeordnetenhauswahl 2024 kandidierte Iiizumi unabhängig mit Unterstützung der DVP und aus dem Gewerkschaftsbund Rengō im Wahlkreis 2 von Tokushima und unterlag mit 41 % der Stimmen knapp Amtsinhaber Shun’ichi Yamaguchi (43,9 %, LDP).